# تغذیه گیاه

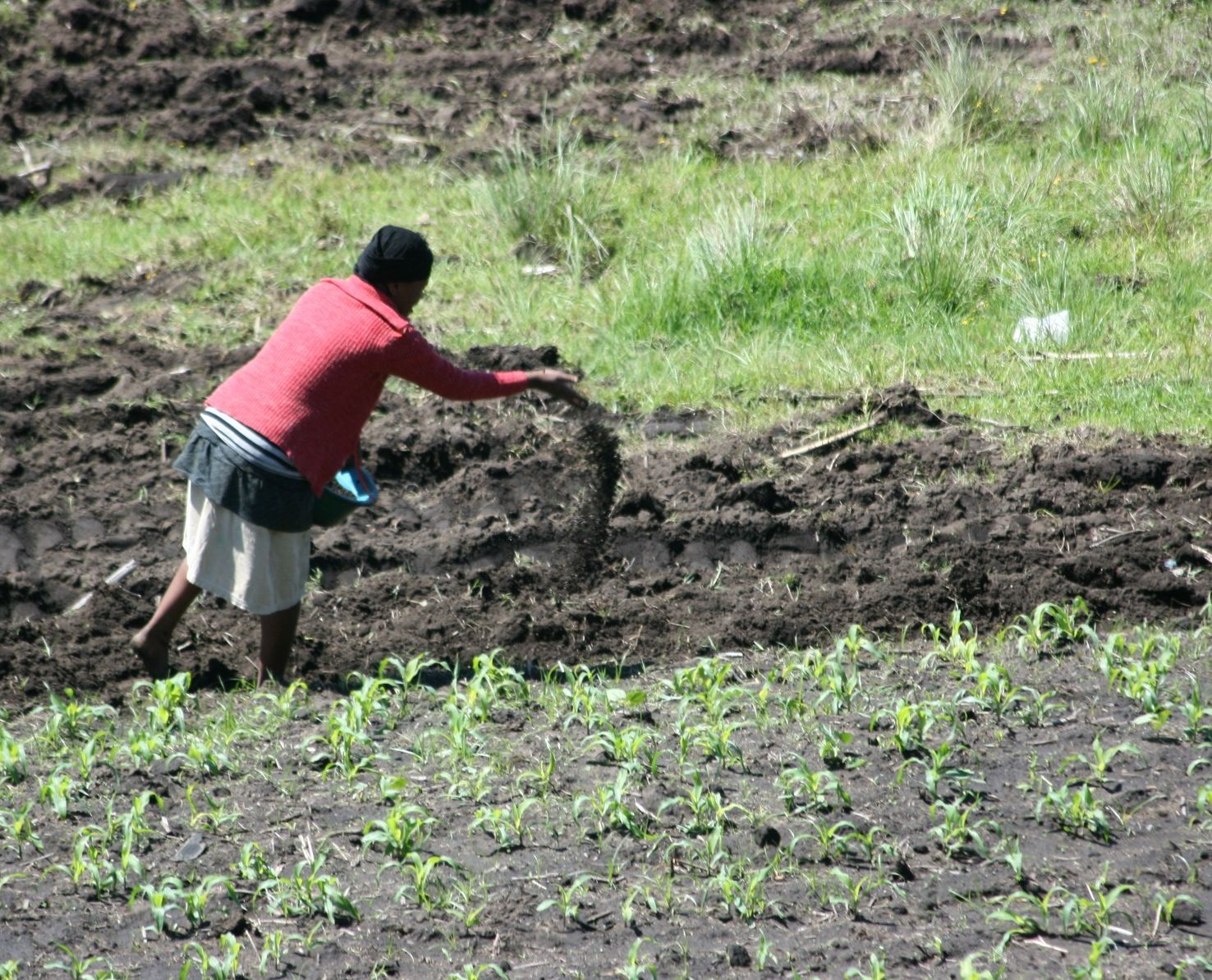
کشاورز در حال گسترش کود تجزیه کننده برای بهبود باروری خاک و تغذیه گیاهان است.

تغذیه گیاه مطالعه عناصر شیمیایی و ترکیبات لازم برای رشد گیاهان، متابولیسم گیاهان و تأمین نیازهای خارجی آنهاست. در غیاب آن گیاه قادر به تکمیل چرخه زندگی عادی نیست، یا این عنصر جزئی از برخی ترکیبات اساسی گیاه یا متابولیت است که مطابق با قانون حداقل جاستوس فون لیبیگ (Liebig's law of the minimum) است. کل مواد مغذی اساسی گیاه شامل هفده عنصر مختلف است: کربن، اکسیژن و هیدروژن که از هوا جذب می‌شوند، در حالی که سایر مواد مغذی از جمله نیتروژن به‌طور معمول از خاک حاصل می‌شوند (استثنائات شامل برخی از گیاهان انگلی یا گوشتخوار است).
گیاهان باید مواد معدنی زیر را از محیط رشد خود بدست آورند:
- عناصر مغذی: نیتروژن (N)، فسفر (P)، پتاسیم (K)، کلسیم (Ca)، گوگرد (S)، منیزیم (Mg)، کربن (C)، اکسیژن (O)، هیدروژن (H)
- عناصر ریز مغذی (یا مواد معدنی کمیاب): آهن (Fe)، بور (B)، کلر (کلر)، منگنز (منگنز)، روی (روی)، مس (مس)، مولیبدن (مو)، نیکل (نیکل)

این عناصر در زیر خاک به عنوان نمک باقی می‌مانند، بنابراین گیاهان این عناصر را به عنوان یون مصرف می‌کنند. ریز مغذی‌ها در مقادیر بیشتری مصرف می‌شوند. هیدروژن، اکسیژن، نیتروژن و کربن بیش از ۹۵٪ از کل زیست توده گیاه را بر اساس وزن ماده خشک شامل می‌شوند. ریز مغذی‌ها در مقادیر اندازه‌گیری شده در قطعات در میلیون در بافت گیاهان وجود دارند، از ۰٫۱ تا 200 ppm یا کمتر از ۰٫۰۲٪ وزن خشک.
اکثر شرایط خاک در سرتاسر جهان می‌تواند گیاهان متناسب با آن آب و هوا و خاک را با تغذیه کافی برای یک چرخه کامل زندگی، بدون افزودن مواد مغذی به عنوان کود ، فراهم کند. اما اگر خاک خرد شود لازم است از طریق افزودن کود به‌طور مصنوعی حاصلخیزی خاک اصلاح شود تا رشد یا افزایش عملکرد حاصل شود. این امر به این دلیل انجام می‌شود که حتی با وجود آب و نور کافی، کمبود مواد مغذی می‌تواند رشد و عملکرد محصول را محدود کند.

## عملکرد مواد مغذی
حداقل ۱۷ عنصر مواد مغذی ضروری برای گیاهان شناخته شده‌است. در مقادیر نسبتاً زیادی، خاک ازت، فسفر، پتاسیم، کلسیم، منیزیم و گوگرد را تأمین می‌کند. به این عناصر معمولاً مواد مغذی گفته می‌شوند. در مقادیر نسبتاً کمی، خاک آهن، منگنز، بور، مولیبدن، مس، روی، کلر و کبالت، به اصطلاح ریز مغذی‌ها را تأمین می‌کند. مواد مغذی باید نه تنها در مقادیر کافی بلکه در نسبتهای مناسب نیز موجود باشد.

### عناصر مغذی (حاصل از هوا و آب)

#### کربن
کربن ستون فقرات اکثر زیست مولکولهای گیاهی از جمله پروتئین‌ها، نشاسته‌ها و سلولز است. کربن از طریق فتوسنتز ثابت می‌شود. گیاه کربن دی‌اکسید را از هوا به کربوهیدرات‌هایی که برای ذخیره و انتقال انرژی در گیاه استفاده می‌شود، تبدیل می‌کند.

#### هیدروژن
هیدروژن برای ساختن قندها و ساخت گیاه ضروری است. تقریباً به‌طور کامل از آب بدست می‌آید. یونهای هیدروژن برای یک گرادیان پروتون ضروری است تا بتواند زنجیره حمل و نقل الکترونی را در فتوسنتز و تنفس هدایت کند.

#### اکسیژن
اکسیژن بخشی بزرگی از مولکولهای آلی و معدنی موجود در گیاه است و به اشکال مختلف بدست می‌آید. گیاهان گاز اکسیژن (O 2) همراه با گلوکز در طول فتوسنتز تولید می‌کنند اما پس از آن به O 2 برای تنفس سلولی جهت شکستن این قند برای تولید ATP نیاز دارند.

### درشت مغذی‌ها (ماکرو )

#### نیتروژن
نیتروژن ماده اصلی تشکیل دهنده چندین ماده مهم گیاهی است. به عنوان مثال، ترکیبات نیتروژن ۴۰٪ تا ۵۰٪ ماده خشک پروتوپلاسم را تشکیل می‌دهند و این ماده تشکیل دهنده اسیدهای آمینه، بلوک‌های ساختاری پروتئین‌ها است. همچنین تشکیل دهنده کلروفیل است. کمبود نیتروژن اغلب منجر به رشد کم رنگ، رشد آهسته و کلروز می‌شود. گیاهان کمبود نیتروژن را همچنین از تجمع رنگدانه‌های آنتوسیانین، ظاهری بنفش در ساقه‌ها، گلبرگ‌ها و قسمت زیرین برگ‌ها نشان می‌دهند.

#### فسفر
فسفر مانند نیتروژن درگیر بسیاری از فرایندهای حیاتی گیاه است. درون گیاه، عمدتاً به عنوان یک مؤلفه ساختاری اسیدهای نوکلئیک موجود است: دی اکسیریبونوکلئیک اسید (DNA) و ریبونوکلئیک اسید  (RNA)، و همچنین یک ماده تشکیل دهنده فسفولیپیدهای چرب، که در توسعه و عملکرد غشاها از اهمیت برخوردار هستند. این عنصر در گیاه به دو شکل آلی و معدنی موجود است، که هر دو به راحتی در گیاه انتقال می‌یابند. کلیه انتقال انرژی در سلول به فسفر وابسته است. فسفر در تمام موجودات زنده، بخشی از آدنوزین تری فسفات (ATP) است که در کلیه فرایندهای مورد نیاز انرژی با سلولها فوراً مورد استفاده قرار می‌گیرد. فسفر همچنین می‌تواند برای تغییر فعالیت آنزیم‌های مختلف توسط فسفوریلاسیون و برای پیام‌رسانی سلولی مورد استفاده قرار می‌گیرد. 
فسفر بیشتر در خاک به شکل اسید فسفریک پلی پروتیک (H3PO4) یافت می‌شود، اما به راحتی با فرم H2PO− جذب می‌شود.

## تغذیه گیاه در سیستم‌های کشاورزی

### هیدروپونیک
هیدروپونیک روشی برای رشد گیاهان در محلول آب مغذی و بدون استفاده از خاک غنی از مواد مغذی است. این امکان را به محققان و باغداران خانگی می‌دهد تا گیاهان خود را در یک محیط کنترل شده پرورش دهند.